# Kiejsze (gromada)
Kiejsze – dawna gromada, czyli najmniejsza jednostka podziału terytorialnego Polskiej Rzeczypospolitej Ludowej w latach 1954–1972.
Gromady, z gromadzkimi radami narodowymi (GRN) jako organami władzy najniższego stopnia na wsi, funkcjonowały od reformy reorganizującej administrację wiejską przeprowadzonej jesienią 1954 do momentu ich zniesienia z dniem 1 stycznia 1973, tym samym wypierając organizację gminną w latach 1954–1972.
Gromadę Kiejsze z siedzibą GRN w Kiejszach utworzono – jako jedną z 8759 gromad na obszarze Polski – w powiecie kolskim w woj. poznańskim, na mocy uchwały nr 24/54 WRN w Poznaniu z dnia 5 października 1954. W skład jednostki weszły obszary dotychczasowych gromad Dębno Królewskie, Dębno Poproboszczowskie, Kiejsze, Maliniec i Osowie ze zniesionej gminy Czołowo oraz obszar dotychczasowej gromady Podkiejsze ze zniesionej gminy Lubotyń w tymże powiecie. Dla gromady ustalono 13 członków gromadzkiej rady narodowej.
1 stycznia 1962 z gromady Kiejsze wyłączono miejscowości Osowie, Poddębno, Podkiejsze i Zwierzchociny, włączając je do gromady Wrząca Wielka w tymże powiecie, po czym gromadę Kiejsze zniesiono, a jej (pozostały) obszar włączono do gromady Babiak tamże.